# Habitatge al carrer del Comte Miró, 1 (Tossa de Mar)
L'edifici situat al carrer del Comte Miró, 1 del municipi de Tossa de Mar (Selva) és una obra inclosa en l'Inventari del Patrimoni Arquitectònic de Catalunya.

## Descripció
És un edifici de dues plantes amb coberta de quatre vessants, complementada amb un ràfec prominent constituït per quatre fileres: la primera de rajola plana, la segona de teula, la tercera de rajola plana i la quarta de teula girada. La planta baixa destaca especialment per l'extraordinari i alhora enorme portal adovellat d'arc de mig punt, que compta amb unes poderoses dovelles de gran mida molt ben escairades i treballades.
En el primer pis o planta noble, simètricament al portal d'accés, trobem un petit finestral gòtic d'arc conopial amb decoració lobulada i floral i amb uns muntants de pedra ben escairats. Pel que fa al tema dels materials prima especialment la pedra sense desbastar, que té com a element cohesionador el morter (argamassa de calç, sorra i ciment).